# Assemblées de Frères
Les Assemblées de Frères ou Plymouth Brethren ou encore Frères de Plymouth sont un mouvement chrétien non confessionnel né à Dublin vers 1820. Il a connu une importante scission en 1848 qui a abouti à distinguer un courant « ouvert » d'une part, les « Frères Larges » (Open Brethren), et un courant « exclusif » d'autre part, appelé aussi « darbyste ». La branche la plus « étroite » a suivi John Nelson Darby (1800-1882) et la branche plus ouverte des leaders comme George Müller (1805-1898) et Henry Craik (1805-1866).
En France, une branche du mouvement est surveillée par la Mission interministérielle de vigilance et de lutte contre les dérives sectaires depuis 2005.

## Histoire
Les Assemblées de Frères trouvent leur origine dans les années 1820 à Dublin où de jeunes chrétiens se retrouvent pour étudier la Bible et revenir à la simplicité de l'Église primitive. Parmi ces jeunes, il y a John Gifford Bellett, Francis Hutchinson, Edward Cronin et Anthony Norris Groves. L’étude des prophéties bibliques prend une place importante dans un contexte de peurs liées notamment aux conséquences de la Révolution française et des guerres napoléoniennes. On y parle déjà de la restauration d’Israël et de se préparer au retour de Jésus-Christ. Ils proviennent d’Églises différentes et veulent manifester l’unité des chrétiens. Leur compréhension du sacerdoce universel les amène à rejeter la distinction « clergé-laïc ».
L’assemblée à Plymouth est fondée en 1831. En 1832, le périodique Christian Witness y est créé, faisant ainsi connaître cette Assemblée et le réseau qui commence à se tisser, d’où le nom « Frères de Plymouth ».
En 1832, Henry Craik et George Müller démarrent un groupe à Bristol qui sera organisé en sous-groupes selon les âges. Müller sera également à l’origine de la fondation d'orphelinats dans la ville.
En 1840, John Nelson Darby, un pasteur anglican irlandais, quitte l’Église anglicane en Irlande pour rejoindre le mouvement à Dublin comme prédicateur. Il visitera divers pays comme les Îles Britanniques, la Suisse ou encore la France. Mais, dans plusieurs domaines, ses positions provoqueront une forte contestation notamment sur sa conception de l’apostasie de la chrétienté et son soutien au baptême des enfants. En 1848, le mouvement des Frères se divisa en deux branches. L’aile « ouverte » de George Müller, Henry Craik et Robert Chapman ; et l’aile « exclusive » de John Nelson Darby.
Malgré ces tensions, les Églises se développeront et l’élan missionnaire, à la suite de Groves, se déploiera dans de nombreuses nations. En Grande-Bretagne, le Réveil de 1859 bénéficie à l’ensemble des évangéliques et permet une croissance forte des Assemblées de Frères. Le mouvement se développe par la suite en Europe et dans tous les pays anglo-saxons. Il s'implante aussi en Afrique, en Amérique latine, et en Asie au XXe siècle.

### Frères larges
Les frères « larges », lors de la séparation, sont devenus des « assemblées chrétiennes » et ont suivi les enseignements de George Müller, Henry Craik et Robert Cleaver Chapman,.
Ils donnent plus d'autonomie aux Églises locales, sont plus ouverts aux autres croyants et aux changements doctrinaux, et sont plus actifs dans l'évangélisation. Le mouvement a une théologie évangélique.
En France, les églises du mouvement deviendront les Communautés et assemblées évangéliques de France. En Suisse, l’Union des Assemblées et Églises évangéliques en Suisse romande est devenue la Fédération romande d'Églises évangéliques en 2006.
En 2011, leur nombre est évalué à 2,06 millions dans le monde.
L’organisation International Brethren Conferences on Mission a été fondée en 1993 à Singapour par des unions d’églises de divers pays. Selon un recensement de l’IBCM Network publié en 2020, elles rassembleraient 40 000 églises et 2 700 000 membres dans 155 pays.

### Frères étroits/ exclusifs
Les frères « étroits » sont restés attachés à la doctrine de Darby. Ils sont plus interdépendants, plus conservateurs avec une propension à un code vestimentaire, très attachés à la spontanéité du culte et des prédications. Ils forment plusieurs cercles de communion plus ou moins cloisonnés, des plus modérés aux plus étroits.
Le mouvement présente une diversité importante. La théologie des courants les plus conservateurs est protestante et reconnait le baptême des enfants. Environ 40 000 en 2012 dans le monde, les frères « étroits » sont souvent qualifiés de darbystes, mais ne se désignent eux-mêmes que rarement ainsi.

## Croyances
Le mouvement se définit comme chrétien non confessionnel.

## Critiques
En 2005, les Frères de Plymouth darbystes, la branche conservatrice de tendance « étroite », sont critiqués par la Mission interministérielle de vigilance et de lutte contre les dérives sectaires (Miviludes) qui s’inquiéte du sort des enfants, coupés du monde selon des témoignages de l’époque. En 2006, une commission d’enquête parlementaire reprend les critiques de ce mouvement. En 2022, ce mouvement est de nouveau soupçonné de dérives sectaires par la Miviludes.